# 켄드릭 퍼킨스

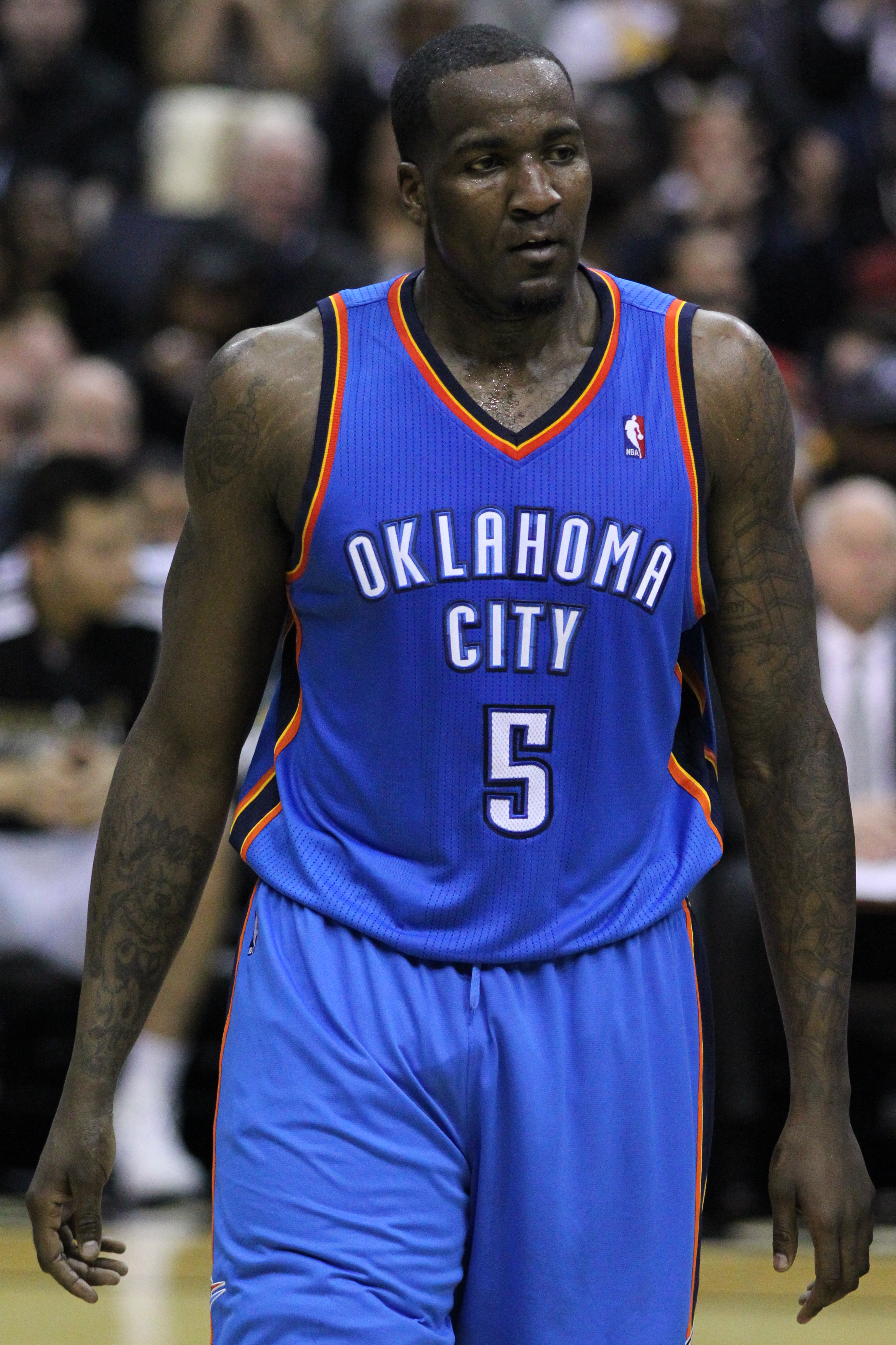
2011년 오클라호마시티 선더에서의 모습

켄드릭 퍼킨스(Kendrick Perkins, 본명: Kendrick Le'Dale Perkins, 1984년 11월 10일 ~ )는 ESPN의 스포츠 분석가로 활동하고 있는 전 미국 프로 농구 선수이다. 고등학교를 졸업하고 바로 NBA에 입문했으며 보스턴 셀틱스, 오클라호마시티 썬더, 클리블랜드 캐벌리어스, 뉴올리언스 펠리컨스에서 뛰며 2008년 셀틱스와 함께 NBA 챔피언십에서 우승했다.

## 고등학교 경력
퍼킨스는 2003년 텍사스 주 보몬트에 있는 클리프턴 J. 오젠 고등학교를 졸업했다. 고등학교 시절 오젠 고등학교를 4회 연속 지역 챔피언십과 1회 주 챔피언십으로 이끌었다. 시니어 시절 평균 27.5득점, 16.4리바운드, 7.8블록슛을 기록한 그는 오젠을 33-1의 기록으로 이끌었고, 유일한 패배는 주 4A 챔피언십 경기에서 포스 워스 던바(Fort Worth Dunbar)에 66-54로 패한 것뿐이었다. 2003년 시니어 시즌 이후 퍼킨스는 맥도날드 올아메리칸 게임(McDonald's All-American Game)에 선발되었다.
Rivals.com에서 5성급 신입 선수로 간주한 퍼킨스는 2003년 미국 내 센터 3위이자 6위 선수로 선정되었다. 그는 원래 멤피스로 이적했지만 대신 NBA로 고등학교 졸업 직후 진출하기로 결정했다.

## 프로 경력
- 보스턴 셀틱스(2003~2011)
- 오클라호마시티 썬더(2011~2015)
  - 2010-11 시즌
  - 2011-12 시즌
  - 2012-13 시즌
  - 2013-14 시즌
  - 2014-15 시즌
- 클리블랜드 캐벌리어스 (2015)
- 뉴올리언스 펠리컨스(2015~2016)
- 캔톤 차지(2017~2018)
- 클리블랜드로 복귀 (2018)